# Arístides Rojas
Arístides Rojas (12 d'agost de 1968) és un exfutbolista paraguaià.

## Selecció del Paraguai
Va formar part de l'equip paraguaià a la Copa del Món de 1998.